# Urogonimus macrostomus
Urogonimus macrostomus är en plattmaskart. Urogonimus macrostomus ingår i släktet Urogonimus och familjen Leucochloridiidae. Inga underarter finns listade i Catalogue of Life.